# Tobane
Tobane is een dorp in het district Central in Botswana. De plaats telt 2075 inwoners (2011).